# Стен Сміт
Стенлі Роджер Сміт (англ. Stanley Roger Smith) — американський тенісист 1960-х — 1980-х років, дворазовий чемпіон турнірів Великого шолома в одиночному розряді та п'ятиразовий у парному розряді. 
Сміт виріс у Каліфорнії. Перші кроки в тенісі він робив під керівництвом Панчо Сегури. 
Сміт виграв Відкритий чемпіонат США 1971 року й Вімблдон 1972 року. На кінець 1972 року його вважали першою ракеткою світу, хоча офіційний рейтинг ATP починається з наступного року. 
У парному розряді постійним партнером Сміта був Боб Лутц. Вони виграли 5 титулів Великого шолома й вважаються однією з найкращих пар в історії. 
У 1987-му Сміта введено до Міжнародної зали тенісної слави. Пізніше він став її президентом. Після завершення кар'єри Сміт відкрив свою тенісну школу (разом із Біллі Стерном). Відоме також тенісне взуття, що носить його ім'я — Adidas Stan Smith Shoes. На початок 21 століття тенісисти в такому не грають, але воно залишається модним брендом.

## Фінали турнірів Великого шолома

### Одиночний розряд: 3 (2 титули)
| Результат | Рік  | Турнір                           | Покриття | Суперник     | Рахунок                 |
| --------- | ---- | -------------------------------- | -------- | ------------ | ----------------------- |
| Поразка   | 1971 | Вімблдонський турнір             | Трава    | Джон Ньюкомб | 3–6, 7–5, 6–2, 4–6, 4–6 |
| Перемога  | 1971 | Відкритий чемпіонат США з тенісу | Трава    | Ян Кодеш     | 3–6, 6–3, 6–2, 7–6(5–3) |
| Перемога  | 1972 | Вімблдонський турнір             | Трава    | Іліє Настасе | 4–6, 6–3, 6–3, 4–6, 7–5 |

### Пари: 13 (5 титулів)
| Результат | Рік  | Турнір                           | Партнер         | Суперники                     | Рахунок                 |
| --------- | ---- | -------------------------------- | --------------- | ----------------------------- | ----------------------- |
| Перемога  | 1968 | Відкритий чемпіонат США з тенісу | Боб Лутц        | Артур Еш Андрес Хімено        | 11–9, 6–1, 7–5          |
| Перемога  | 1970 | Відкритий чемпіонат Австралії    | Боб Луц         | Джон Александер Філ Дент      | 6–3, 8–6, 6–3           |
| Поразка   | 1971 | Відкритий чемпіонат Франції      | Том Гормен      | Артур Еш Марті Ріссен         | 6–4, 3–6, 4–6, 9–11     |
| Поразка   | 1971 | Відкритий чемпіонат США          | Ерік ван Діллен | Джон Ньюкомб Роджер Тейлор    | 7–6, 3–6, 6–7, 6–4, 6–7 |
| Поразка   | 1972 | Вімблдонський турнір             | Ерік ван Діллен | Боб Г'юїтт Фрю Макміллан      | 2–6, 2–6, 7–9           |
| Поразка   | 1974 | Відкритий чемпіонат Франції      | Боб Луц         | Дік Крілі Онні Парун          | 3–6, 2–6, 6–3, 7–5, 1–6 |
| Поразка   | 1974 | Вімблдонський турнір             | Боб Луц         | Джон Ньюкомб Тоні Роч         | 6–8, 4–6, 4–6           |
| Перемога  | 1974 | Відкритий чемпіонат США          | Боб Луц         | Патрісіо Корнехо Хайме Фійоль | 6–3, 6–3                |
| Перемога  | 1978 | Відкритий чемпіонат США          | Боб Луц         | Марті Ріссен Шервуд Стюарт    | 1–6, 7–5, 6–3           |
| Поразка   | 1979 | Відкритий чемпіонат США          | Боб Луц         | Пітер Флемінг Джон Макінрой   | 2–6, 4–6                |
| Поразка   | 1980 | Вімблдонський турнір             | Боб Луц         | Пітер Макнамара Пол Макнамі   | 6–7, 3–6, 7–6, 4–6      |
| Перемога  | 1980 | Відкритий чемпіонат США          | Боб Луц         | Пітер Флемінґ Джон Макінрой   | 7–6, 3–6, 6–1, 3–6, 6–3 |
| Поразка   | 1981 | Вімблдонський турнір             | Боб Луц         | Пітер Флемінґ Джон Макінрой   | 4–6, 4–6, 4–6           |

## Фінали за кар'єру
Нотатка: Сміт здобув 10 титулів до початку Відкритої ери

### Одиночний розряд: 95 (64–31)
| Результат    | В-П   | Рік  | Турнір                                                  | Покриття   | Суперник            | Рахунок                 |
| ------------ | ----- | ---- | ------------------------------------------------------- | ---------- | ------------------- | ----------------------- |
| Перемога     | 1–0   | 1964 | Pasadena Metropolitan, Pasadena                         | ?          | Роберт Поттгаст     | 6–1, 3–6, 6–3           |
| Поразка      | 1–1   | 1965 | Ojai Tennis Tournament, Ojai                            | ?          | Чарлі Пасарелл      | 3–6, 1–6                |
| Перемога     | 2–1   | 1965 | Tucson Invitation, Tucson                               | ?          | Аллен Фокс          | 6–1, 4–6, 8–6           |
| Перемога     | 3–1   | 1966 | Western Indoor Турнір, Salt Lake City                   | Килим (i)  | Чарлі Пасарелл      | 7–5, 2–6, 8–6           |
| Поразка      | 3–2   | 1966 | Southern California Championships, Лос-Анджелес         | Тверде     | Артур Еш            | 4–6, 2–6                |
| Перемога     | 4–2   | 1966 | US Hard Court Турнір, La Jolla                          | Тверде     | Ян Крукенден        | 6–4, 6–1                |
| Поразка      | 4–3   | 1966 | National Турнір, Coral Gables                           | ?          | Чарлі Пасарелл      | 4–6, 6–3, 6–2, 3–6, 1–6 |
| Поразка      | 4–4   | 1966 | Pennsylvania Lawn Tennis Championships, Haverford       | Трава      | Кларк Гребнер       | 3–6, 6–4, 3–6           |
| Поразка      | 4–5   | 1966 | Tucson Invitation, Tucson                               | ?          | Марті Ріссен        | 6–8, 2–6                |
| Перемога     | 5–5   | 1967 | Phoenix Thunderbird Championships, Phoenix              | Тверде     | Аллен Фокс          | 7–5, 6–3                |
| Перемога     | 6–5   | 1967 | Southern California Championships, Лос-Анджелес         | Тверде     | Аллен Фокс          | 7–5, 13–11              |
| Перемога     | 7–5   | 1967 | Southern California Tennis Classic, Pasadena            | ?          | Боб Лутц            | 6–4, 7–5                |
| Перемога     | 8–5   | 1967 | US Hard Court Турнір, Sacramento (2)                    | Тверде     | Ґері Роуз           | 6–4, 6–3                |
| Перемога     | 9–5   | 1967 | Western Indoor Турнір, Salt Lake City (2)               | Килим (i)  | Джим Осборн         | 6–2, 6–2                |
| Перемога     | 10–5  | 1968 | Phoenix Thunderbird Championships, Phoenix (2)          | Тверде     | Боб Луц             | 4–6, 6–2, 6–1           |
| ↓ Open Era ↓ |       |      |                                                         |            |                     |                         |
| Перемога     | 11–5  | 1968 | Southern California Championships, Лос-Анджелес (2)     | Тверде     | Рік Ліч             | 6–4, 6–3                |
| Поразка      | 11–6  | 1968 | Central California Championships, Sacramento            | ?          | Кларк Гребнер       | 8–10, 4–6, 2–6          |
| Перемога     | 12–6  | 1968 | National Турнір, San Antonio                            | ?          | Боб Лутц            | 3–6, 6–1, 6–0, 6–2      |
| Поразка      | 12–7  | 1968 | U.S. Men's Clay Court Championships, Milwaukee          | Ґрунт      | Кларк Гребнер       | 3–6, 5–7, 0–6           |
| Перемога     | 13–7  | 1968 | *Pacific Coast Championships, Berkeley                  | Тверде (i) | Джим Макманус       | 10–8, 6–1, 6–1          |
| Перемога     | 14–7  | 1968 | *US Hard Court Турнір, La Jolla (3)                     | Тверде     | Рой Барт            | 6–1, 9–7                |
| Перемога     | 15–7  | 1968 | *Dewar Cup, Лондон                                      | Килим (i)  | Марк Кокс           | 6–4, 6–4                |
| Поразка      | 15–8  | 1968 | Queensland Championships, Brisbane                      | Трава      | Артур Еш            | 4–6, 6–1, 7–9, 6–4, 5–7 |
| Перемога     | 16–8  | 1969 | *Victorian Championships, Мельбурн                      | Трава      | Артур Еш            | 14–12, 6–8, 6–3, 8–6    |
| Перемога     | 17–8  | 1969 | *U.S. National Indoor Championships, Salisbury          | Тверде (i) | Ісмаїл Ель-Шафей    | 6–3, 6–8, 6–4, 6–4      |
| Перемога     | 18–8  | 1969 | *Dallas Invitation, Dallas                              | Килим (i)  | Томас Кош           | 6–3, 6–4                |
| Перемога     | 19–8  | 1969 | Southern California Championships Los Angeles (3)       | Тверде     | Боб Лутц            | 6–3, 6–4                |
| Перемога     | 20–8  | 1969 | *Eastern Grass Court Championships, South Orange        | Трава      | Кларк Гребнер       | 6–1, 6–4, 6–4           |
| Перемога     | 21–8  | 1969 | *US Amateur Championships, Boston                       | Трава      | Боб Луц             | 9–7, 6–3, 6–1           |
| Перемога     | 22–8  | 1969 | *Pacific Coast Championships, Berkeley (2)              | Тверде (i) | Кліфф Річі          | 6–2, 6–3                |
| Поразка      | 22–9  | 1969 | Torneo di Ancona (2-man), Ancona                        | Тверде (i) | Іліє Настасе        | 4–6, 5–7                |
| Поразка      | 22–10 | 1969 | Denver Invitation (2-man), Denver                       | ?          | Іліє Настасе        | 4–6, 5–6                |
| Перемога     | 23–10 | 1969 | Coupe Альбер Кане, Paris                                | Килим (i)  | Жан-Батіст Шанфро   | 6–4, 6–1, 6–2           |
| Перемога     | 24–10 | 1969 | Hawaiian Cup Classic, Honolulu                          | ?          | Артур Еш            | 6–2, 6–3                |
| Перемога     | 25–10 | 1970 | *Omaha Open, Omaha                                      | Килим (i)  | Джим Осборн         | 6–2, 7–5, 6–3           |
| Поразка      | 25–11 | 1970 | Richmond WCT, Richmond                                  | Килим (i)  | Артур Еш            | 2–6, 11–13              |
| Перемога     | 26–11 | 1970 | *Hampton Grand Prix, Hampton                            | Тверде (i) | Томас Кош           | 6–3, 6–2, 7–5           |
| Перемога     | 27–11 | 1970 | *Nottingham Open, Nottingham                            | Трава      | Чонсі Стіл III      | 6–3, 6–4                |
| Поразка      | 27–12 | 1970 | U.S. Men's Clay Court Championships, Indianapolis       | Ґрунт      | Кліфф Річі          | 2–6, 8–10, 6–3, 1–6     |
| Перемога     | 28–12 | 1970 | *Phoenix Open, Phoenix (3)                              | Тверде     | Джим Осборн         | 6–3, 6–7, 6–1           |
| Перемога     | 29–12 | 1970 | *Відкритий чемпіонат Стокгольма, Стокгольм              | Тверде (i) | Артур Еш            | 5–7, 6–4, 6–4           |
| Перемога     | 30–12 | 1970 | *Pepsi-Cola Masters, Токіо                              | Килим (i)  | Род Лейвер          | 4–6, 6–3, 6–4           |
| Поразка      | 30–13 | 1971 | Carolinas International Tennis Tournament, Шарлотт      | Тверде     | Артур Еш            | 3–6, 3–6                |
| Перемога     | 31–13 | 1971 | *Paris International Championships, Paris               | Ґрунт      | Франсуа Жоффре      | 6–2, 6–4, 7–5           |
| Перемога     | 32–13 | 1971 | *Kent Championships, Beckenham                          | Трава      | Премджіт Лалл       | 7–9, 6–4, 6–2           |
| Перемога     | 33–13 | 1971 | *Caribe Hilton International, San Juan                  | Тверде     | Кліфф Річі          | 6–3, 6–3                |
| Перемога     | 34–13 | 1971 | *Queen's Club Championships, Лондон                     | Трава      | Джон Ньюкомб        | 8–6, 6–3                |
| Поразка      | 34–14 | 1971 | Вімблдонський турнір 1971, Лондон                       | Трава      | Джон Ньюкомб        | 3–6, 7–5, 6–2, 4–6, 4–6 |
| Перемога     | 35–14 | 1971 | *Cincinnati Open, Cincinnati                            | Ґрунт      | Хуан Хісберт стар.  | 7–6, 6–3                |
| Перемога     | 36–14 | 1971 | *Відкритий чемпіонат США з тенісу 1971, Нью-Йорк        | Трава      | Ян Кодеш            | 3–6, 6–3, 6–2, 7–6      |
| Поразка      | 36–15 | 1971 | Pepsi-Cola Masters, Париж                               | Килим (i)  | Іліє Настасе        | 7–5, 6–7, 3–6           |
| Перемога     | 37–15 | 1972 | *U.S. National Indoor Championships, Salisbury (2)      | Тверде (i) | Іліє Настасе        | 5–7, 6–2, 6–3, 6–4      |
| Перемога     | 38–15 | 1972 | *Clean Air Classic, Нью-Йорк                            | Килим (i)  | Хуан Хісберт, стар. | 4–6, 7–5, 6–4, 6–1      |
| Перемога     | 39–15 | 1972 | *Hampton Grand Prix, Hampton (2)                        | Тверде (i) | Іліє Настасе        | 6–3, 6–2, 6–7, 6–4      |
| Перемога     | 40–15 | 1972 | *Washington Indoor, Washington                          | Килим (i)  | Джиммі Коннорс      | 4–6, 6–1, 6–3, 4–6, 6–1 |
| Перемога     | 41–15 | 1972 | *Вімблдонський турнір 1972, Лондон                      | Трава      | Іліє Настасе        | 4–6, 6–3, 6–3, 4–6, 7–5 |
| Перемога     | 42–15 | 1972 | *Central California Hardcourt Championships, Sacramento | Тверде     | Колін Діблі         | 6–4, 5–7, 6–4, 6–4      |
| Перемога     | 43–15 | 1972 | *Pacific Southwest Championships, Лос-Анджелес          | Тверде     | Роско Теннер        | 6–4, 6–4                |
| Перемога     | 44–15 | 1972 | *Париж Open, Париж                                      | Тверде (i) | Андрес Хімено       | 6–2, 6–2, 7–5           |
| Перемога     | 45–15 | 1972 | *Відкритий чемпіонат Стокгольма, Стокгольм (2)          | Тверде (i) | Том Оккер           | 6–4, 6–3                |
| Поразка      | 45–16 | 1972 | Commercial Union Assurance Masters, Barcelona           | Тверде (i) | Іліє Настасе        | 3–6, 2–6, 6–3, 6–2, 3–6 |
| Поразка      | 45–17 | 1973 | La Costa WCT, La Costa                                  | Тверде     | Колін Діблі         | 3–6, 6–7                |
| Перемога     | 46–17 | 1973 | *U.S. Pro Indoor, Philadelphia                          | Килим (i)  | Боб Луц             | 7–6, 7–6, 4–6, 6–4      |
| Поразка      | 46–18 | 1973 | CBS Classic, Hilton Head                                | Ґрунт      | Род Лейвер          | 2–6, 4–6                |
| Перемога     | 47–18 | 1973 | *Atlanta WCT, Atlanta                                   | Килим (i)  | Род Лейвер          | 6–3, 6–4                |
| Перемога     | 48–18 | 1973 | *St. Louis WCT, St. Louis                               | Килим (i)  | Род Лейвер          | 6–4, 3–6, 6–4           |
| Перемога     | 49–18 | 1973 | *Мюнхен WCT, Мюнхен                                     | Килим (i)  | Кліфф Річі          | 6–1, 7–5                |
| Перемога     | 50–18 | 1973 | *Brussels WCT, Brussels                                 | Килим (i)  | Род Лейвер          | 6–2, 6–4, 6–1           |
| Перемога     | 51–18 | 1973 | *Swedish Pro Tennis Championships, Гетеборг             | Килим (i)  | Джон Александер     | 5–7, 6–4, 6–2           |
| Перемога     | 52–18 | 1973 | *WCT Finals, Dallas                                     | Килим (i)  | Артур Еш            | 6–3, 6–3, 4–6, 6–4      |
| Перемога     | 53–18 | 1973 | *Swedish Open, Бостад                                   | Ґрунт      | Мануель Орантес     | 6–4, 6–2, 7–6           |
| Поразка      | 53–19 | 1973 | World Invitational Tennis Classic, Hilton Head          | Тверде     | Род Лейвер          | 6–7, 5–7                |
| Поразка      | 53–20 | 1973 | Париж Open, Париж                                       | Тверде (i) | Іліє Настасе        | 6–4, 1–6, 6–3, 0–6, 2–6 |
| Перемога     | 54–20 | 1974 | *Hempstead WCT, Hempstead                               | Килим (i)  | Джон Ньюкомб        | 6–4, 3–6, 6–3           |
| Поразка      | 54–21 | 1974 | La Costa WCT, La Costa                                  | Тверде     | Джон Ньюкомб        | 2–6, 6–4, 4–6           |
| Перемога     | 55–21 | 1974 | *St. Louis WCT, St. Louis (2)                           | Килим (i)  | Олександр Метревелі | 6–2, 3–6, 6–2           |
| Перемога     | 56–21 | 1974 | *Nottingham Open, Nottingham (2)                        | Трава      | Олександр Метревелі | 6–3, 1–6, 6–3           |
| Перемога     | 57–21 | 1974 | *Chicago International, Chicago                         | Килим      | Марті Ріссен        | 3–6, 6–1, 6–4           |
| Поразка      | 57–22 | 1975 | Toronto Indoor, Toronto                                 | Килим (i)  | Гаролд Соломон      | 4–6, 1–6                |
| Поразка      | 57–23 | 1975 | San Antonio WCT, San Antonio                            | Тверде     | Дік Стоктон         | 5–7, 6–2, 6–7           |
| Поразка      | 57–24 | 1975 | Токіо WCT, Токіо                                        | Килим      | Роберт Луц          | 4–6, 4–6                |
| Перемога     | 58–24 | 1975 | *Australian Indoor Tennis Championships, Сідней         | Тверде (i) | Роберт Луц          | 7–6, 6–2                |
| Поразка      | 58–25 | 1976 | Memphis Open, Мемфіс                                    | Тверде (i) | Віджай Амрітрадж    | 2–6, 6–0, 0–6           |
| Поразка      | 58–26 | 1976 | Columbus Open, Columbus                                 | Ґрунт      | Роско Теннер        | 4–6, 6–7                |
| Поразка      | 58–27 | 1977 | Springfield International Tennis Classic, Springfield   | Килим (i)  | Гільєрмо Вілас      | 6–3, 0–6, 3–6, 2–6      |
| Поразка      | 58–28 | 1977 | Hampton Grand Prix, Hampton                             | Тверде (i) | Сенді Меєр          | 6–4, 3–6, 2–6, 6–1, 3–6 |
| Перемога     | 59–28 | 1977 | *Pacific Southwest Open, Лос-Анджелес                   | Килим (i)  | Браян Готтфрід      | 6–4, 2–6, 6–3           |
| Поразка      | 59–29 | 1978 | Denver Open, Denver                                     | Килим (i)  | Джиммі Коннорс      | 2–6, 6–7                |
| Перемога     | 60–29 | 1978 | *Atlanta Grand Prix, Atlanta                            | Тверде     | Еліот Телчер        | 4–6, 6–1, 2–1 ret.      |
| Перемога     | 61–29 | 1978 | *Відкритий чемпіонат Відня, Vienna                      | Килим (i)  | Балаж Тароці        | 4–6, 7–6, 7–6, 6–3      |
| Поразка      | 61–30 | 1979 | Hall of Fame Tennis Championships, Newport              | Трава      | Браян Тічер         | 6–1, 3–6, 4–6           |
| Перемога     | 62–30 | 1979 | *Grand Prix Cleveland, Cleveland                        | Тверде     | Іліє Настасе        | 7–6, 7–5                |
| Перемога     | 63–30 | 1979 | *Відкритий чемпіонат Відня, Vienna (2)                  | Килим (i)  | Войцех Фібак        | 6–4, 6–0, 6–2           |
| Перемога     | 64–30 | 1980 | *Frankfurt Grand Prix, Франкфурт                        | Килим (i)  | Йохан Крік          | 2–6, 7–6, 6–2           |
| Поразка      | 64–31 | 1980 | Palm Harbor Open, Palm Harbor                           | Тверде     | Пол Макнамі         | 4–6, 3–6                |

- * 48 титулів за часів Відкритої ери за даними сайту ATP

### Парний розряд (54–27)
| Результат | Ранг | Рік  | Турнір                                           | Покриття   | Партнер            | Суперники                          | Рахунок                 |
| --------- | ---- | ---- | ------------------------------------------------ | ---------- | ------------------ | ---------------------------------- | ----------------------- |
| Перемога  | 1.   | 1968 | Відкритий чемпіонат США з тенісу, Нью-Йорк       | Трава      | Боб Лутц           | Артур Еш Андрес Хімено             | 11–9, 6–1, 7–5          |
| Перемога  | 2.   | 1969 | Мастерс Цинциннаті, США                          | Ґрунт      | Боб Луц            | Артур Еш Чарлі Пасарелл            | 6–3, 6–4                |
| Перемога  | 3.   | 1970 | Відкритий чемпіонат Австралії з тенісу, Мельбурн | Трава      | Боб Луц            | Джон Александер Філ Дент           | 6–3, 8–6, 6–3           |
| Поразка   | 1.   | 1970 | Лос-Анджелес, США                                | Тверде     | Боб Луц            | Том Оккер Марті Ріссен             | 6–7, 2–6                |
| Перемога  | 4.   | 1970 | Берклі, США                                      | Тверде     | Боб Луц            | Рой Барт Том Гормен                | 6–2, 7–5, 4–6, 6–2      |
| Перемога  | 5.   | 1970 | Стокгольм, Швеція                                | Килим (i)  | Артур Еш           | Боб Кармайкл Овен Девідсон         | 6–0, 5–7, 7–5           |
| Перемога  | 6.   | 1971 | Париж, Франція                                   | Ґрунт      | Том Гормен         | П'єрр Бартес Франсуа Жоффре        | 3–6, 7–5, 6–2           |
| Поразка   | 2.   | 1971 | Відкритий чемпіонат Франції з тенісу, Париж      | Ґрунт      | Том Гормен         | Артур Еш Марті Ріссен              | 6–4, 3–6, 4–6, 9–11     |
| Поразка   | 3.   | 1971 | Лондон Queen's Club, Велика Британія             | Трава      | Ерік ван Діллен    | Том Оккер Марті Ріссен             | 6–8, 6–4, 8–10          |
| Перемога  | 7.   | 1971 | Мастерс Цинциннаті, США                          | Ґрунт      | Ерік ван Діллен    | Сенді Меєр Роско Теннер            | 6–1, 3–6, 6–4           |
| Поразка   | 4.   | 1971 | Відкритий чемпіонат США з тенісу, Нью-Йорк       | Трава      | Ерік ван Діллен    | Джон Ньюкомб Роджер Тейлор         | 7–6, 3–6, 6–7, 6–4, 6–7 |
| Перемога  | 8.   | 1971 | Стокгольм, Швеція                                | Тверде (i) | Том Гормен         | Артур Еш Боб Луц                   | 6–3, 6–4                |
| Перемога  | 9.   | 1972 | Мадрид, Іспанія                                  | Ґрунт      | Іліє Настасе       | Андрес Хімено Мануель Орантес      | 6–2, 6–2                |
| Перемога  | 10.  | 1972 | Ніцца, Франція                                   | Ґрунт      | Ян Кодеш           | Фрю Макміллан Іліє Настасе         | 6–3, 3–6, 7–5           |
| Поразка   | 5.   | 1972 | Вімблдонський турнір, Лондон                     | Трава      | Ерік ван Діллен    | Боб Г'юїтт Фрю Макміллан           | 2–6, 2–6, 7–9           |
| Перемога  | 11.  | 1973 | Brussels WCT, Бельгія                            | Килим (i)  | Боб Луц            | Джон Александер Філ Дент           | 6–4, 7–6                |
| Перемога  | 12.  | 1973 | Johannesburg WCT, ПАР                            | Тверде (i) | Боб Луц            | Фрю Макміллан Аллан Стоун          | 6–1, 6–4, 6–4           |
| Перемога  | 13.  | 1973 | World Doubles WCT, Монреаль                      | Килим (i)  | Боб Луц            | Том Оккер Марті Ріссен             | 6–2, 7–6, 6–0           |
| Перемога  | 14.  | 1973 | Swedish Open, Швеція                             | Ґрунт      | Нікола Пилич       | Боб Кармайкл Фрю Макміллан         | 2–6, 6–4, 6–4           |
| Перемога  | 15.  | 1973 | Сан-Франциско, США                               | Килим (i)  | Рой Емерсон        | Уве Бенґтсон Джим Макманус         | 6–2, 6–1                |
| Перемога  | 16.  | 1974 | Atlanta WCT, США                                 | Килим (i)  | Боб Луц            | Браян Готтфрід Дік Стоктон         | 6–3, 3–6, 7–6           |
| Перемога  | 17.  | 1974 | New Orleans WCT, США                             | Килим (i)  | Боб Луц            | Овен Девідсон Джон Ньюкомб         | 4–6, 6–4, 7–6           |
| Поразка   | 6.   | 1974 | Відкритий чемпіонат Франції, Париж               | Ґрунт      | Боб Луц            | Дік Крілі Онні Парун               | 3–6, 2–6, 6–3, 7–5, 1–6 |
| Поразка   | 7.   | 1974 | Nottingham Open, Велика Британія                 | Трава      | Боб Луц            | Чарлі Пасарелл Ерік ван Діллен     | 4–6, 7–9                |
| Поразка   | 8.   | 1974 | Вімблдонський турнір, Лондон                     | Трава      | Боб Луц            | Джон Ньюкомб Тоні Роч              | 6–8, 4–6, 4–6           |
| Перемога  | 18.  | 1974 | Бостон, США                                      | Ґрунт      | Боб Луц            | Ганс-Юрген Поманн Марті Ріссен     | 3–6, 6–4, 6–3           |
| Перемога  | 19.  | 1974 | Відкритий чемпіонат США, Нью-Йорк                | Трава      | Боб Луц            | Патрісіо Корнехо Хайме Фійоль      | 6–3, 6–3                |
| Перемога  | 20.  | 1974 | Сан-Франциско, США                               | Килим (i)  | Боб Луц            | Джон Александер Сід Болл           | 6–4, 7–6                |
| Перемога  | 21.  | 1975 | Fort Worth WCT, США                              | Тверде     | Боб Луц            | Джон Александер Філ Дент           | 6–7, 7–6, 6–3           |
| Перемога  | 22.  | 1975 | Токіо Indoor, Японія                             | Килим (i)  | Боб Луц            | Джон Александер Філ Дент           | 6–4, 6–7, 6–2           |
| Перемога  | 23.  | 1975 | Х'юстон, США                                     | Килим (i)  | Боб Луц            | Майк Естеп Расселл Сімпсон         | 7–5, 7–6                |
| Перемога  | 24.  | 1975 | Washington Open, США                             | Килим (i)  | Боб Луц            | Браян Готтфрід Рауль Рамірес       | 7–5, 2–6, 6–1           |
| Перемога  | 25.  | 1975 | Columbus Open, США                               | Ґрунт      | Боб Луц            | Юрген Фассбендер Ганс-Юрген Поманн | 6–2, 6–7, 6–3           |
| Перемога  | 26.  | 1976 | Indianapolis WCT, США                            | Килим (i)  | Боб Луц            | Вітас Ґерулайтіс Том Гормен        | 6–2, 6–4                |
| Перемога  | 27.  | 1976 | Рим WCT, Італія                                  | Килим (i)  | Боб Луц            | Дік Крілі Фрю Макміллан            | 6–7, 6–3, 6–4           |
| Поразка   | 9.   | 1976 | Лас-Вегас, США                                   | Тверде (i) | Боб Луц            | Артур Еш Чарлі Пасарелл            | 4–6, 2–6                |
| Перемога  | 28.  | 1976 | Cincinnati Masters, U.S.                         | Ґрунт      | Ерік ван Діллен    | Едді Діббс Гаролд Соломон          | 6–1, 6–1                |
| Поразка   | 10.  | 1976 | Луїсвілл, США                                    | Ґрунт      | Ерік ван Діллен    | Байрон Бертрам Пет Крамер          | 3–6, 4–6                |
| Перемога  | 29.  | 1976 | Лос-Анджелес, США                                | Тверде     | Боб Луц            | Артур Еш Чарлі Пасарелл            | 6–2, 3–6, 6–3           |
| Перемога  | 30.  | 1976 | Вемблі, Велика Британія                          | Килим (i)  | Роско Теннер       | Войцех Фібак Браян Готтфрід        | 7–6, 6–3                |
| Поразка   | 11.  | 1976 | Johannesburg WCT, ПАР                            | Тверде     | Хуан Хісберт стар. | Браян Готтфрід Шервуд Стюарт       | 6–1, 1–6, 2–6, 6–7      |
| Поразка   | 12.  | 1977 | Мемфіс, США                                      | Тверде (i) | Боб Луц            | Фред Макнеер Шервуд Стюарт         | 6–4, 6–7, 6–7           |
| Перемога  | 31.  | 1977 | Гемптон, США                                     | Килим (i)  | Сенді Меєр         | Пол Кронк Кліфф Летчер             | 6–4, 6–3                |
| Перемога  | 32.  | 1977 | Washington Indoor, США                           | Килим (i)  | Боб Луц            | Браян Готтфрід Рауль Рамірес       | 6–3, 7–5                |
| Поразка   | 13.  | 1977 | Лос-Анджелес PSW, U.S.                           | Тверде     | Боб Луц            | Боб Г'юїтт Фрю Макміллан           | 3–6, 4–6                |
| Перемога  | 33.  | 1977 | Лас-Вегас, США                                   | Тверде (i) | Боб Луц            | Боб Г'юїтт Рауль Рамірес           | 6–3, 3–6, 6–4           |
| Перемога  | 34.  | 1977 | Колумбус, США                                    | Ґрунт      | Боб Луц            | Пітер Флемінг Джін Меєр            | 4–6, 7–5, 6–2           |
| Перемога  | 35.  | 1977 | Мауї, США                                        | Тверде     | Боб Луц            | Браян Готтфрід Рауль Рамірес       | 7–6, 6–4                |
| Перемога  | 36.  | 1977 | Johannesburg WCT, ПАР                            | Тверде     | Боб Луц            | Пітер Флемінґ Реймонд Мур          | 6–3, 7–5, 6–7, 7–6      |
| Перемога  | 37.  | 1978 | Спрингфілд, США                                  | Килим (i)  | Боб Луц            | Ян Кодеш Марті Ріссен              | 6–3, 6–3                |
| Перемога  | 38.  | 1978 | Washington Indoor, США                           | Килим (i)  | Боб Луц            | Артур Еш Джон Макінрой             | 6–7, 7–5, 6–1           |
| Поразка   | 14.  | 1978 | Роттердам WCT, Нідерланди                        | Килим (i)  | Боб Луц            | Фред Макнеер Рауль Рамірес         | 2–6, 3–6                |
| Поразка   | 15.  | 1978 | World Doubles WCT, США                           | Килим (i)  | Боб Луц            | Войцех Фібак Том Оккер             | 7–6, 4–6, 0–6, 3–6      |
| Перемога  | 39.  | 1978 | Відкритий чемпіонат США, Нью-Йорк                | Тверде     | Боб Луц            | Марті Ріссен Шервуд Стюарт         | 1–6, 7–5, 6–3           |
| Поразка   | 16.  | 1978 | Сан-Франциско, США                               | Килим (i)  | Боб Луц            | Пітер Флемінґ Джон Макінрой        | 7–5, 4–6, 4–6           |
| Поразка   | 17.  | 1978 | Стокгольм, Швеція                                | Тверде (i) | Боб Луц            | Войцех Фібак Том Оккер             | 3–6, 2–6                |
| Перемога  | 40.  | 1979 | Бірмінгем, США                                   | Килим (i)  | Дік Стоктон        | Іліє Настасе Том Оккер             | 6–2, 6–3                |
| Перемога  | 41.  | 1979 | Денвер, США                                      | Килим (i)  | Боб Луц            | Войцех Фібак Том Оккер             | 7–6, 6–3                |
| Перемога  | 42.  | 1979 | Washington Indoor, США                           | Килим (i)  | Боб Луц            | Боб Кармайкл Браян Тічер           | 6–4, 7–5, 3–6, 7–6      |
| Поразка   | 18.  | 1979 | Новий Орлеан, США                                | Килим      | Боб Луц            | Пітер Флемінґ Джон Макінрой        | 1–6, 3–6                |
| Перемога  | 43.  | 1979 | Ньюпорт, США                                     | Трава      | Боб Луц            | Джон Джеймс Кріс Кехел             | 6–4, 7–6                |
| Перемога  | 44.  | 1979 | Клівленд, США                                    | Тверде     | Боб Луц            | Франсіско Гонсалес Фред Макнеер    | 6–3, 6–4                |
| Поразка   | 19.  | 1979 | Cincinnati Masters, U.S.                         | Тверде     | Боб Луц            | Браян Готтфрід Іліє Настасе        | 6–1, 3–6, 6–7           |
| Поразка   | 20.  | 1979 | Відкритий чемпіонат США, Нью-Йорк                | Тверде     | Боб Луц            | Пітер Флемінґ Джон Макінрой        | 2–6, 4–6                |
| Перемога  | 45.  | 1979 | Кельн, Німеччина                                 | Килим (i)  | Джін Меєр          | Гайнц Ґюнтгардт Павел Сложил       | 6–3, 6–4                |
| Поразка   | 21.  | 1979 | Вемблі, Велика Британія                          | Килим (i)  | Томаш Шмід         | Пітер Флемінґ Джон Макінрой        | 2–6, 3–6                |
| Перемога  | 46.  | 1980 | Роттердам, Нідерланди                            | Килим (i)  | Віджай Амрітрадж   | Білл Скенлон Браян Тічер           | 6–4, 6–3                |
| Перемога  | 47.  | 1980 | Франкфурт-на-Майні, Німеччина                    | Килим (i)  | Віджай Амрітрадж   | Ендрю Паттісон Балч Волтс          | 6–7, 6–2, 6–2           |
| Перемога  | 48.  | 1980 | Лас-Вегас, США                                   | Тверде     | Боб Луц            | Войцех Фібак Джін Меєр             | 6–2, 7–5                |
| Поразка   | 22.  | 1980 | Вімблдонський турнір, Лондон                     | Трава      | Боб Луц            | Пітер Макнамара Пол Макнамі        | 6–7, 3–6, 7–6, 4–6      |
| Перемога  | 49.  | 1980 | Відкритий чемпіонат США, Нью-Йорк                | Тверде     | Роберт Луц         | Пітер Флемінґ Джон Макінрой        | 7–6, 3–6, 6–1, 3–6, 6–3 |
| Поразка   | 23.  | 1980 | Sawgrass Doubles, США                            | Тверде     | Боб Луц            | Браян Готтфрід Рауль Рамірес       | 6–7, 4–6, 6–2, 6–7      |
| Перемога  | 50.  | 1980 | Відень, Австрія                                  | Килим (i)  | Боб Луц            | Гайнц Ґюнтгардт Павел Сложил       | 6–1, 6–2                |
| Поразка   | 24.  | 1980 | Стокгольм, Швеція                                | Килим (i)  | Боб Луц            | Гайнц Ґюнтгардт Пол Макнамі        | 7–6, 3–6, 2–6           |
| Перемога  | 51.  | 1980 | Йоганесбурґ, ПАР                                 | Тверде     | Боб Луц            | Гайнц Ґюнтгардт Пол Макнамі        | 6–7, 6–3, 6–4           |
| Поразка   | 25.  | 1981 | Вімблдонський турнір, Лондон                     | Трава      | Боб Луц            | Пітер Флемінґ Джон Макінрой        | 4–6, 4–6, 4–6           |
| Поразка   | 26.  | 1981 | Цинциннаті, США                                  | Тверде     | Боб Луц            | Джон Макінрой Ферді Тейган         | 6–7, 3–6                |
| Поразка   | 27.  | 1981 | Sawgrass Doubles, США                            | Тверде     | Боб Луц            | Гайнц Ґюнтгардт Пітер Макнамара    | 6–7, 6–3, 6–7, 7–5, 4–6 |
| Перемога  | 52.  | 1983 | Каракас, Венесуела                               | Тверде     | Хайме Фійоль       | Андрес Гомес Іліє Настасе          | 6–7, 6–4, 6–3           |
| Перемога  | 53.  | 1983 | Відень, Австрія                                  | Килим (i)  | Мел Перселл        | Маркос Хосевар Кассіу Мотта        | 6–3, 6–4                |
| Перемога  | 54.  | 1984 | Колумбус, США                                    | Тверде     | Сенді Меєр         | Бад Кокс Террі Мур                 | 6–4, 6–7, 7–5           |

## Виступи у турнірах Великого шолома
| W | Ф | ПФ | ЧФ | #Р | КТ | К# | DNQ | A | NH |

### Одиночний розряд
| Турнір                                 | 1964  | 1965  | 1966  | 1967  | 1968  | 1969  | 1970  | 1971  | 1972  | 1973  | 1974  | 1975  | 1976  | 1977  | 1977  | 1978  | 1979  | 1980  | 1981  | 1982  | 1983  | 1984  | 1985  | ТУ     |
| -------------------------------------- | ----- | ----- | ----- | ----- | ----- | ----- | ----- | ----- | ----- | ----- | ----- | ----- | ----- | ----- | ----- | ----- | ----- | ----- | ----- | ----- | ----- | ----- | ----- | ------ |
| Турніри Великого шолома                |       |       |       |       |       |       |       |       |       |       |       |       |       |       |       |       |       |       |       |       |       |       |       |        |
| Відкритий чемпіонат Австралії з тенісу |       |       |       |       |       |       | 3р    |       |       |       |       |       | 3р    |       | 3р    |       |       |       |       |       |       |       |       | 0 / 3  |
| Відкритий чемпіонат Франції з тенісу   |       |       |       |       |       | 4р    | 1р    | ЧФ    | ЧФ    | 4р    | 1р    | 4р    |       | 4р    | 4р    | 3р    | 3р    |       |       |       |       |       |       | 0 / 10 |
| Вімблдонський турнір                   |       | 2р    | 4р    | 3р    | 2р    | 4р    | 4р    | Ф     | П     |       | ПФ    | 1р    | 4р    | 4р    | 4р    | 1р    | 3р    | 3р    | 4р    | 2р    | 1р    |       |       | 1 / 18 |
| Відкритий чемпіонат США з тенісу       | 2р    | 2р    | 1р    | 3р    | 2р    | 2р    | ЧФ    | П     | ЧФ    | ПФ    | ЧФ    | 1р    | 4р    | 2р    | 2р    | 3р    | 3р    | 1р    | 2р    | 2р    | 1р    |       |       | 1 / 20 |
| ТУ на турнірах Великого шлему          | 0 / 1 | 0 / 2 | 0 / 2 | 0 / 2 | 0 / 2 | 0 / 3 | 0 / 4 | 1 / 3 | 1 / 3 | 0 / 2 | 0 / 3 | 0 / 3 | 0 / 3 | 0 / 4 | 0 / 4 | 0 / 3 | 0 / 3 | 0 / 2 | 0 / 2 | 0 / 2 | 0 / 2 | 0 / 0 | 0 / 0 | 2 / 51 |
| Рейтинг на кінець року                 | N/A   | N/A   | N/A   | N/A   | N/A   | N/A   | N/A   | N/A   | N/A   | 5     | 8     | 21    | 16    | 24    | 24    | 25    | 22    | 28    | 22    | 94    | 100   | 745   | 794   |        |